# Isola di St. Michael (Alaska)
L'isola di Saint Michael (isola di San Michele) si trova nella parte sud-est della baia di Norton Sound in Alaska (USA), nel mare di Bering. È separata dalla terraferma solamente da un canale; l'isola è lunga circa 15 km e larga 10 km. Sull'isola vi sono due centri abitati: St. Michael sul lato est dell'isola e Stebbins sul lato nord-ovest.
St. Michael, assieme all'isola Stuart, è parte del campo vulcanico omonimo che si estende poi nell'entroterra e copre più di 3.000 km², comprendendo più di 55 coni vulcanici. L'isola si trova nella parte nord-occidentale del campo suddetto e si compone di sette coni vulcanici.

## Storia
L'isola di San Michele è stata così chiamata durante l'esplorazione del 1833. La spedizione era guidata da Michail Teben'kov e Arvid Adolf Etholén e furono impiantati dei capannoni che i commercianti di pellicce della Compagnia russo-americana usavano durante l'inverno. La stazione commerciale si trovava nel sito dove si trova ora l'insediamento di St. Michael.